# 莫埃达斯德拉哈拉
莫埃达斯德拉哈拉，是西班牙卡斯蒂利亚-拉曼恰托莱多省的一个市镇。总面积60平方公里，总人口572人（2001年），人口密度10人/平方公里。